# Förälskad i Köpenhamn
Förälskad i Köpenhamn (danska: Forelsket i København) är en dansk musikalfilm från 1960 i regi av Finn Henriksen.

## Rollista i urval
- Siw Malmkvist - Maj Lindquist
- Henning Moritzen - Jan Scharf
- Ove Sprogøe - Corny
- Jørgen Ryg - Dingo
- Perry Knudsen - Stump
- Preben Mahrt - teaterdirektör Steiner
- Mimi Heinrich - Marlene Steiner
- Dirch Passer - konstmålare Gobolski
- Håkan Westergren - majoren
- Sif Ruud - majorskan
- Keld Markuslund - vicevärden
- Bjørn Spiro - dirigent
- Valsø Holm - kaféägare